# Sông Beas

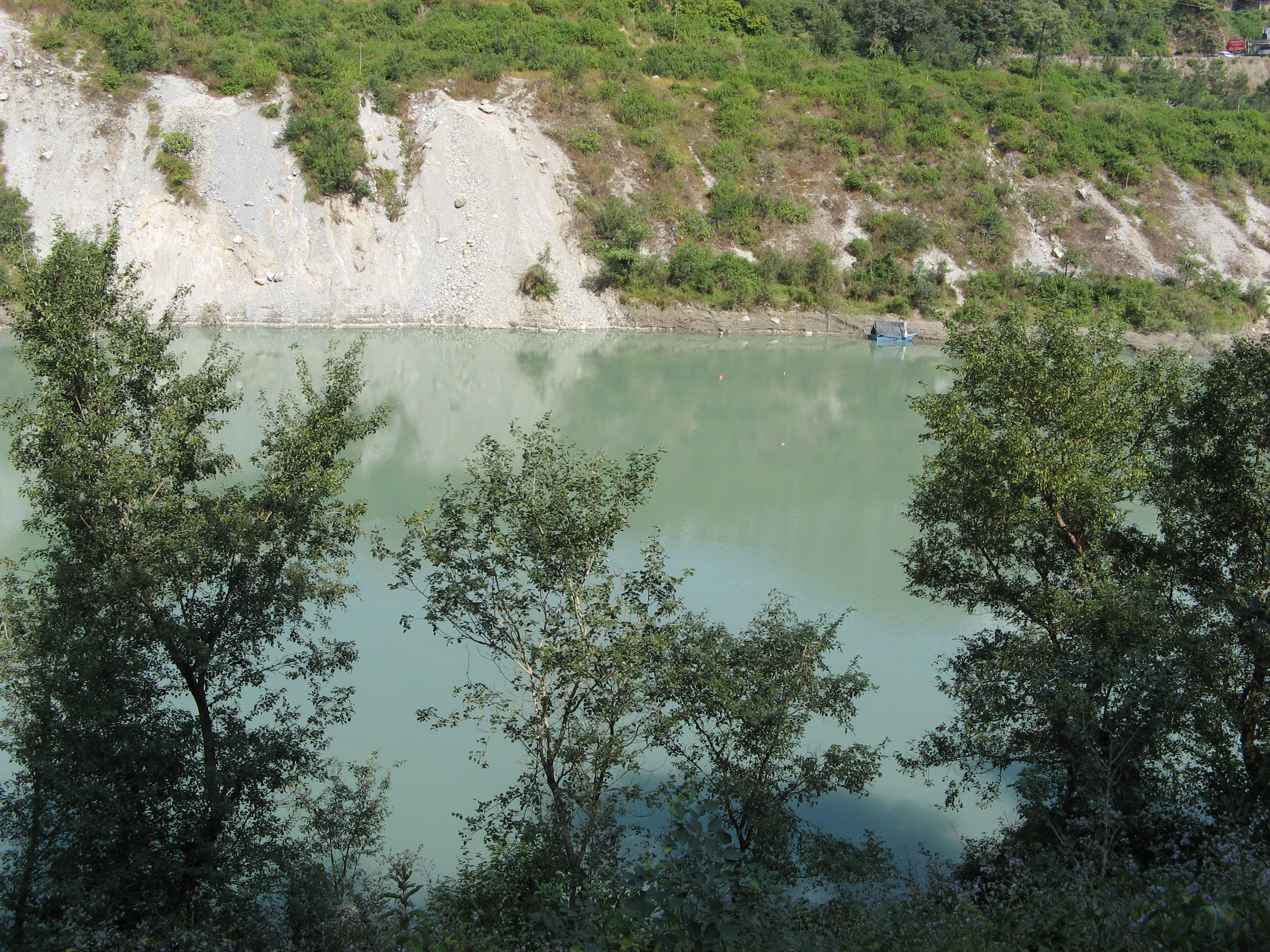
Sông Beas tại Himachal Pradesh

Beas (hay Vipasha, tiếng Hindi: ब्यास, tiếng Punjabi: ਬਿਆਸ, tiếng Phạn: विपाशा) là một sông tại miền bắc Ấn Độ. Sông khởi nguồn từ dãy Himalaya ở trung bộ bang Himachal Pradesh, và chảy 470 km (290 mi) trước khi đổ vào sông Sutlej tại bang Punjab.
Sonng có tổng chiều dài là 470 km (290 miles), và diện tích lưu vực là 20.303 kilômét vuông (7.839 dặm vuông Anh).
Sông được gọi là Arjikuja trong kinh Vệ Đà, hay Vipasa trong các ngôn ngữ Ấn cổ, và Hyphasis trong tiếng Hy Lạp cổ.
Tên hiện tại "Beas" là một sự biến đổi sai lại tên gốc và cổ hơn là "Vipasha" trong tiếng Phạn. Sông mang tên Vi-pasha, the "người loại bỏ kiếp nô lệ" (hay pasha trong tiếng Phạn). Theo các văn bản ciir, sông được đặt tên theo nhà hiền triết Vasistha. Vasistha, đã nhảy xuống sông tự vẫn bằng cách tự buộc dây vào mình. song sau đó tất cả các nút thắt tự được tháo ra và ông đã không chết. Sông cũng được gọi là Vipasha tại Himachal, đặc biệt là trong giới học giả.
Người ta nói rằng Beas là một sự nhầm lẫn của Vayasa (biến đổi B và V làm cắt ngắn các nguyên âm là thường thấy trong các ngôn ngữ Bắc Ấn) và đặt tên theo Veda Vyasa, người bảo trợ cho sông, ông được nói là đã tạo ra sông từ hồ đầu nguồn là Vyas Kund.